# Chandra: The Phantom Ferry - Part II
Chandra: The Phantom Ferry - Part II es el sexagésimo cuarto álbum de estudio del grupo alemán de música electrónica Tangerine Dream. Publicado en abril de 2014 por el sello Eastgate destaca por ser un álbum conceptual continuación de Chandra - The Phantom Ferry Part I publicado en 2009.
Sylvain Lupari, en su reseña para la web Synths & Sequences, destaca que "sin ser un álbum malo tampoco es genial. Es un álbum justo con la música que estamos acostumbrados a escuchar. Sin sorpresas ni engaños".

## Producción
Grabado en 2014 en los estudios Eastgate de Viena el álbum está formado por diez canciones instrumentales compuestas e interpretadas íntegramente por Edgar Froese algo que no suele ser habitual en la trayectoria del grupo. Tanto Chandra: The Phantom Ferry - Part I como este álbum son la adaptación por parte de Edgar Froese de un relato de ciencia ficción hallado en 1977 en un cuartel militar situado en Qaanaaq -antigua Thule-, Groenlandia (Dinamarca).

"El 7 de diciembre de 1977 a las 7 de la tarde Carlos Enduras subió al almacén de datos situado en las colinas para verificar un mal funcionamiento detectado en los monitores de la sede militar cerca de Thule la capital de Groenlandia. De repente Carlos se encontró con un personaje cuyo comportamiento era extraño y desconocido para él como ser humano. Las frases que decía sobre asuntos trascendentes le marcaron como "Tu propio plan de vida está lleno de confusión y no posees ningún conocimiento sobre la manifestación de otras formas de vida. ¿Cómo identificarás una información procedente del exterior?. ¿Las características de tus equipos son inútiles para los objetivos de tu proyecto?.” Después de una extensa conversación el personaje desapareció. Pero al día siguiente, a las 7 de la tarde, volvió al mismo lugar situado en las montañas de Groenlandia para mantener una segunda charla".
Edgar Froese (libreto interior de Chandra: The Phantom Ferry - Part II) 

## Lista de temas
| N.º   | Título           | Escritor(es) | Duración |  |
| 1.    | «3 Rotcaf Neila» | Edgar Froese | 8:24     |  |
| 2.    | «Aldebaran»      | Edgar Froese | 6:56     |  |
| 3.    | «Dnammoc Su»     | Edgar Froese | 5:53     |  |
| 4.    | «Capricornus»    | Edgar Froese | 9:30     |  |
| 5.    | «Apus»           | Edgar Froese | 5:57     |  |
| 6.    | «Auriga»         | Edgar Froese | 8:03     |  |
| 7.    | «Columba»        | Edgar Froese | 8:54     |  |
| 8.    | «Cygnus»         | Edgar Froese | 5:24     |  |
| 9.    | «Centaurus»      | Edgar Froese | 8:04     |  |
| 10.   | «Monocerus»      | Edgar Froese | 8:36     |  |
| 75:41 |                  |              |          |  |

## Personal
- Edgar Froese - instrumentación, diseño y producción
- Harald Pairits - masterización
- Wolf Teleman - asistente de estudio
- Bianca F. Acquaye - producción ejecutiva y diseño